# AHR (белок)
AHR (сокр. от англ. Aryl hydrocarbon receptor), также AhR, Ahr или Ah-рецептор — рецептор ароматических углеводородов, белок, у человека кодируется одноимённым геном AHR, локализованный на коротком плече (p-плече) 7-хромосомы. AHR относится к лиганд-зависимым транскрипционным факторам, которые осуществляют регуляцию биологических реакций плоских ароматических систем (ароматических углеводородов). Было показано, что этот рецептор регулирует ферменты, способствующие метаболизму ксенобиотиков, такие как цитохром P450.
Белок состоит из последовательности 848 аминокислотных остатков и имеет молекулярную массу равную 96 147 Да.
AHR встречается в цитоплазме и клеточных ядрах большинства живых клеток позвоночных.
Рецептор ароматических углеводородов является членом базового семейства факторов транскрипции с мотивом спираль-петля-спираль (bHLH). AHR связывает несколько экзогенных лигандов, такие как натуральные растительные флавоноиды, полифенолы и индолы, а также синтетические полициклические ароматические углеводороды и диоксиноподобные соединения. AhR является цитозольным фактором транскрипции, который обычно неактивен, связан с несколькими ко-шаперонами. При связывании с такими лигандами, как 2,3,7,8-тетрахлородибензодиоксин (TХДД), комплекс с шаперонами перемещается в ядро и диссоциирует, там АhR димеризуется с ARNT (ядерный транслокатор АhR), и весь этот комплекс лиганд-димер проявляет себя как транскрипционный фактор, то есть приводит к изменениям в транскрипции гена.

## Структура
Белок AhR содержит несколько доменов, критичных в функционировании, и классифицируется как член базового семейства транскрипционных факторов, основанного на мотиве Спираль-петля-спираль/Per-Arnt-Sim (bHLH/PAS) . Мотив bHLH расположен в N-конце белка и является общей особенностью среди множества транскрипционных факторов. Члены суперсемейства bHLH имеют две функционально отличительные и высококонсервативные области. Первая — базовая область, которая участвует в связывании фактора транскрипции с ДНК. Вторая — область спираль-петля-спираль (HLH), которая облегчает белок-белковые взаимодействия. Также в AhR содержатся два домена PAS, PAS-A и PAS-B, представляющие собой отрезки из остатков 200—350 аминокислот, которые показывают гомологию с высокой последовательностью до белковых доменов, которые были первоначально обнаружены в генах Дрозофилы — Per (сокр. от period) и Sim (сокр. от single-minded protein) и в партнёре по димеризации AhR — ядерный транслокатор ароматических углеводородов (ARNT) . Домены PAS поддерживают специфические вторичные взаимодействия с другими белками, содержащими PAS, как в случае с AhR и ARNT, с которыми могут образовываться димерные и гетеромерные белковые комплексы. Лиганд-связывающий сайт AhR содержится в домене PAS-B и включает в себя несколько консервативных остатков, критических для связывания лиганда. Наконец, богатый глутамином (Q-богатый) домен расположен в С-концевой области белка и участвует в коактиваторном наборе и трансактивации.

## Лиганды воздействующие на рецептор
Лиганды воздействующие на AHR обычно подразделяются на две категории:
- синтетические
- природные.

Первая группа лигандов составляют вещества антропогенного происхождения, то есть они являются продуктами деятельности человека. К ним относятся галогенированные ароматические углеводороды (полихлорированные дибензодиоксины (ТХДД), дибензофураны и бифенилы) и полициклические ароматические углеводороды (3-метилхолантрен, бензапирен, бензантрацен и бензофлавоны).
Исследования сосредоточены на встречающихся в природе соединениях с надеждой идентифицировать эндогенный лиганд. Естественно встречающиеся соединения, которые были идентифицированы как лиганды Ahr, включают производные триптофана, такие как индиго-краситель и индирубин, тетрапирролы, такие как билирубин, метаболиты арахидоновой кислоты липоксин A4 и простагландин G, модифицированный низкоплотный липопротеин и несколько диетических каротиноидов. Одно из предположений, сделанных при поиске эндогенного лиганда, заключается в том, что лиганд будет агонистом рецептора. Однако работа Savouret и сотрудников показала, что на самом деле не так, поскольку их результаты показывают, что 7-кетохолестерин конкурентно ингибирует передачу сигнала Ahr.

## Сигнальный путь

### Цитозольный комплекс
Не связанный с лигандами AhR сохраняется в цитоплазме как неактивный белковый комплекс, состоящий из димера белка теплового шока Hsp90, простагландин E-синтазы 3 (PTGES3, p23) и одной молекулы иммунофилин-подобного белка, взаимодействующего с рецептором AH, также известного как Х-ассоциированный белок 2 вируса гепатита В (XAP-2), AR-взаимодействующего белка (AIP), и активированного АR9 (ARA9). Димер Hsp90 вместе с PTGES3 (p23) имеет многофункциональную роль в защите рецептора от протеолиза, ограничивает рецептор в конформации, которая восприимчива к связыванию лиганда, и предотвращает преждевременное связывание ARNT. AIP взаимодействует с карбоксильным концом Hsp90 и связывается с сигналом ядерной локализации AhR (NLS), предотвращающей ненадлежающую транспортировку рецептора в клеточное ядро.

### Активация рецептора
После связывания лиганда с AhR высвобождается AIP, в результате воздействия NLS, который находится в области bHLH, ведущий к транслокации в ядро клетки. Предполагается, что в ядре остаток Hsp90 диссоциирует, подвергая воздействию двух доменов PAS, позволяющих связывать ARNT. Активированный гетеродимерный комплекс AhR/ARNT затем способен прямо или косвенно взаимодействовать с ДНК путём связывания с последовательностями распознавания, расположенными в 5'-регуляторной области чувствительных к диоксину генов.

### Связывание с ДНК (элемент ксенобиотического ответа или XRE)
Классический мотив распознавания комплекса AhR/ARNT, называемый либо арил- (ArR-), -диоксин либо чувствительным к ксенобиотическому элементу (AHRE, DRE или XRE), содержит главную (основную) последовательность 5'-GCGTG-3' в пределах консенсусной последовательности 5'-T/GNGCGTGA/CG/CA-3' в промоторной области AhR-чувствительных генов. Гетеродимер AhR/ARNT непосредственно асимметрично связывает главную последовательность AHRE/DRE/XRE, так что ARNT связывается с 5'-GTG-3' и AhR связывается с 5'-TC/TGC-3'. Недавние исследования показывают, что второй тип элемента, называемый AHRE-II, 5'-CATG(N6)C[T/A]TG-3, способен косвенно взаимодействовать с комплексом AhR/ARNT . Независимо от элементного ответа, конечным результатом является разнообразие дифференциальных изменений в экспрессии генов.

## Физиологическая роль и токсикология

### Адаптивный и врожденный ответ
Адаптивный ответ проявляется как индукция ферментов, метаболизирующих ксенобиотики. Доказательства этого ответа были впервые обнаружены в результате индукции цитохрома P450, семейства 1, подсемейства A, полипептида 1 (Cyp1a1) в результате воздействия ТХДД, который, как было установлено, непосредственно связан с активацией сигнального пути AhR . Поиск других метаболизирующих генов, индуцированных лигандами AhR из-за присутствия DRE, привел к идентификации «батареи гена AhR» ферментов метаболизма ксенобиотиков фазы I и фазы II, состоящей из CYP1A1, CYP1A2, CYP1B1, NQO1, ALDH3A1, UGT1A2 и GSTA1. Предположительно, позвоночные имеют эту функцию, чтобы иметь возможность обнаруживать широкий спектр химических веществ, обозначенных широким спектром субстратов, которые AhR способен связывать и облегчать их биотрансформацию и устранение. AhR может также сигнализировать о наличии токсичных химических веществ в пищевых продуктах и вызывать отвращение к таким продуктам.
Активация АhR, по-видимому, также важна для иммунологических ответов и ингибирования воспалительных процессов путём регуляции интерлейкина 22 и снижения регуляции ответа Th17. Нокдаун AhR в основном снижает регуляцию экспрессии генов врожденного иммунитета в клеточной линии THP-1.

### Токсический ответ
Расширениями адаптивного ответа являются токсические реакции, вызванные активацией АhR. Токсичность обусловлена двумя различными способами передачи сигналов AhR. Первый — побочный эффект адаптивного ответа, при котором индукция метаболизирующих ферментов приводит к образованию токсичных метаболитов. Например, полициклический ароматический углеводородный бензо[а]пиреновый лиганд (BaP), для AhR , индуцирует свой метаболизм и биоактивацию токсичного метаболита посредством индукции изоформ CYP1A1 и CYP1B1 в нескольких типах тканей. Второй подход к токсичности является результатом аномального изменения в глобальной транскрипции генов помимо той, которая наблюдалась в так называемой «батарее гена AhR». Эти глобальные изменения в экспрессии генов приводят к неблагоприятным изменениям в клеточные процессах и функциях. Анализ микрочипов оказался наиболее полезным для понимания и характеристики этого ответа.

## Взаимодействие с другими белками
AHR взаимодействует помимо вышеуказанных белков со следующими:
- ARNTL,[61]
- CCNT1,[62]
- ESR1,[63][64]
- NCOA1,[65]
- NEDD8[66]
- NRIP1,[67]
- RELA,[68][69]
- RELB,[70] и
- RP.[71]